# Église Saint-Rupert de Munich

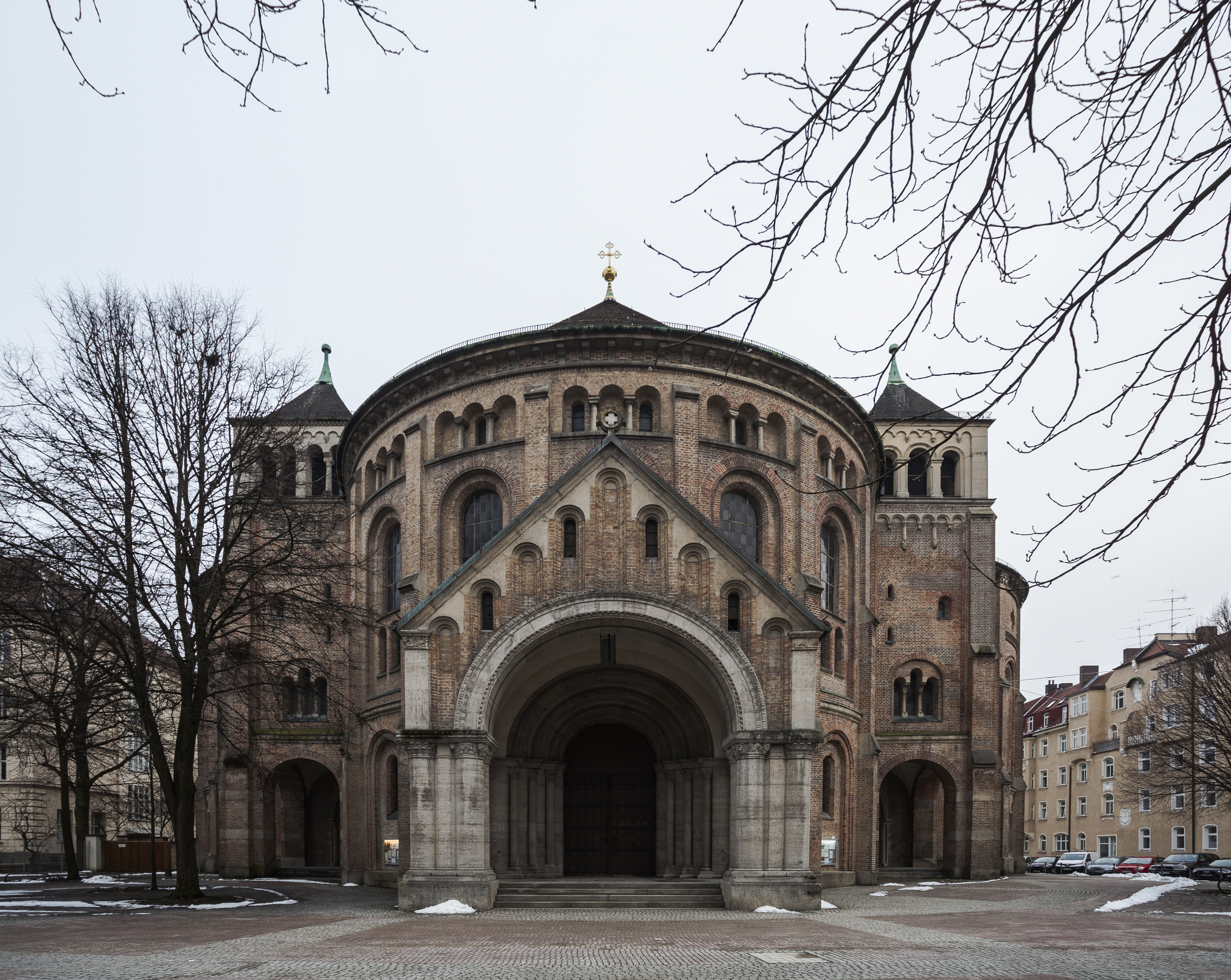
Porche de l'église.

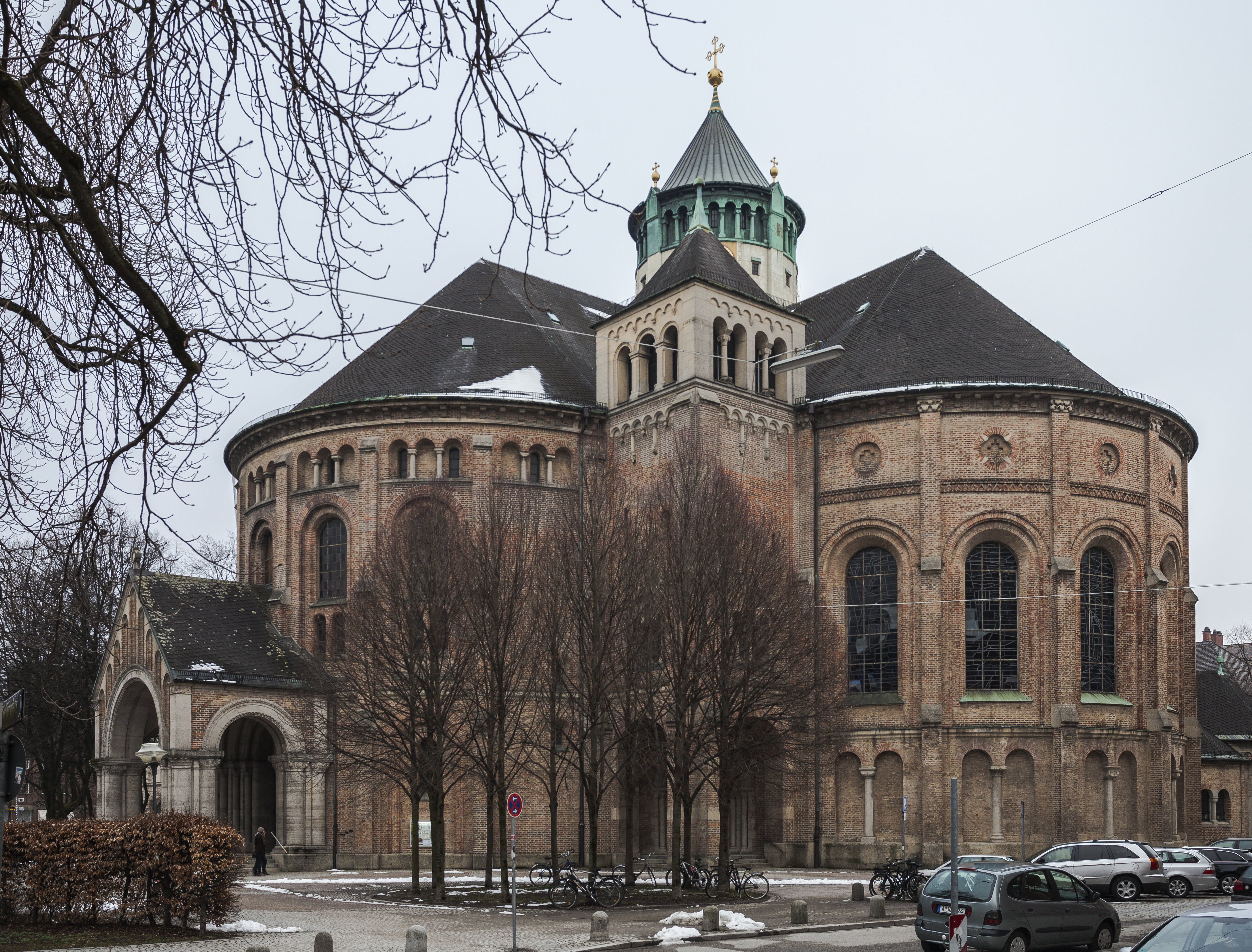
Vue latérale.

Saint-Rupert est une église parroissiale catholique située à Munich, dans le district de Schwanthalerhöhe. Elle est dédiée à saint Rupert de Salzbourg (Ruprecht en allemand), patron de Salzbourg, des marchands de sel et des métiers se rapportant au sel, qui était une denrée précieuse et jouissant d'un monopole au Moyen Âge. L'église est le siège de l'Association de la Paroisse de Munich-Westend. 

## Histoire et architecture
L'église néo-romane a été bâtie entre 1901 et 1903 selon la création de l'architecte munichois Gabriel von Seidl, achevée le 23 octobre 1903 et consacrée en 1908. Le plan est constitué d'un bâtiment central en croix grecque avec une croisée ronde en forme de lanterne. Les quatre bras croisés se ferment avec des cônes.
La rénovation extérieure de l'église a été achevée fin 2017 et a coûté autour de trois millions d'euros. Fin 2018, l'Archevêché a retiré son engagement concernant la rénovation intérieure, qui a été estimée à environ dix millions d'euros.  

## Caractéristiques
A l'intérieur les 19 grandes fenêtres de verre de plomb ont été créées vers 1965 par Georg Schönberger.

## Orgue
L'orgue a été construit en 1905 par Franz Borgias Maerz. L'instrument a aujourd'hui 38 registres en deux manuels et pédale.  